# John Lennard-Jones
Sir John Lennard-Jones   (Lancashire, 27 d'octubre de 1894 - Stoke-on-Trent, 1 de novembre de 1954) KBE, FRS va ser un matemàtic professor de física teòrica a la Universitat de Bristol, i després de ciència teòrica a la Universitat de Cambridge. Se'l pot considerar l'iniciador de la moderna química computacional.
Lennard-Jones va treballar sobre l'estructura molecular, la valència i l'energia intermolecular.